# Єнджеєво (Куявсько-Поморське воєводство)
Єнджеєво (пол. Jędrzejewo, нім. Andreasthal) — село в Польщі, у гміні Льняно Свецького повіту Куявсько-Поморського воєводства.
Населення — 314 осіб (2011).
У 1975-1998 роках село належало до Бидгощського воєводства.

## Демографія
Демографічна структура станом на 31 березня 2011 року:
|          | Загалом | Допрацездатний вік | Працездатний вік | Постпрацездатний вік |
| -------- | ------- | ------------------ | ---------------- | -------------------- |
| Чоловіки | 156     | 36                 | 106              | 14                   |
| Жінки    | 158     | 41                 | 86               | 31                   |
| Разом    | 314     | 77                 | 192              | 45                   |